# Sint-Antonius Abt (molen)
Sint Antonius Abt is een windmolen die sedert 1865 te zien is in Borkel en Schaft. De molen is vernoemd naar de heilige Antonius, schutspatroon van de voormalige kapel te Borkel.

## Geschiedenis
Deze stenen bovenkruier was een beltmolen die werd gebruikt als korenmolen, maar rogge en boekweit zullen de voornaamste producten geweest zijn die hier oorspronkelijk gemalen werden. In 1908 werd ze voorzien van een benzinemotor van 8 pk. Deze had echter een te gering vermogen en ze werd in 1912 vervangen door een gasmotor van 18 pk. Ook werd toen een molenaarswoning gebouwd. Nu sprak men van een stoom- en windgraanmolen, hoewel er van een stoommachine geen sprake was.
In 1935 verwoestte een brand het drijfwerk van de molen. Het bleek echter economisch verantwoord om de molen te herbouwen, waarbij verbeterde wieken volgens het systeem van Adriaan J. Dekker werden toegepast. De molenromp, die eerst half bepleisterd/half schoon metselwerk was, werd na het herstel wit geschilderd. Het gietijzeren gangwerk is waarschijnlijk afkomstig van de in hetzelfde jaar gesloopte windmolen aan de Hoge Ham te Dongen.
Tijdens de Tweede Wereldoorlog is een deel van de molen nog enige tijd als veldhospitaal in gebruik geweest. Daarna is nog tot 1955 met de molen gemalen.
In 1953 werd een deel van de molenberg weggegraven om een pakhuis te maken dat met de motormaalderij in verbinding stond.
In 1966 werd de molen gerestaureerd, waarbij het Dekkersysteem weer door het oudhollands wieksysteem met zeilen werd vervangen. In 1967 werd de molen weer heropend. Er waren nogal wat tweedehands onderdelen gebruikt, waardoor de molen geen optimale maaleigenschappen vertoonde. In 1976 eindigde het maalbedrijf en begon de toestand van de molen te verslechteren.

## Heden
In 1987 werd de molen verkocht aan de gemeente Valkenswaard, die haar liet restaureren. In 1990 was ze weer maalklaar en werd ze weer regelmatig gebruikt. In 1999 kwam de molen bij de Stichting Molen 'Sint Antonius Abt'. Ook is de molen te bezichtigen.
Naast de molen is een heemtuin te vinden, die eveneens door de Stichting wordt beheerd en die traditionele Kempense boerderijkruiden en -groenten bevat.